# Nicolas Flagello
Nicolas Flagello (15 de marzo de 1928 – 16 de marzo de 1994) fue un compositor estadounidense de música clásica, uno de los últimos en desarrollar un modo personal de expresión basado completamente en los principios y técnicas del romanticismo tardío europeo.

## Biografía
Flagello nació y creció en Nueva York, en el seno de una familia de melómanos. Niño prodigio, componía e interpretaba públicamente el piano antes de cumplir los diez años de edad. 
En su juventud, inició estudios musicales de aprendizaje con el también compositor Vittorio Giannini, quien le imbuyó de los valores de la gran tradición musical europea. Continuó sus estudios en la Escuela de Música de Manhattan, de la que obtuvo los grados de “bachelor” en 1949 y “maestro” (master) en 1950, incorporándose a su profesorado inmediatamente después de su graduación. En 1955 obtuvo una beca para estudiar en Roma, obteniendo el Diploma de Estudios Superiores de la Academia Nacional de Santa Cecilia (Accademia Nazionale di Santa Cecilia) un año más tarde. 
Durante los años siguientes, Flagello mantuvo una prodigiosa actividad como compositor, produciendo un número importante de obras, que incluye seis óperas, dos sinfonías, ocho conciertos y numerosos trabajos orquestales, corales y de cámara. Su música alcanzó su máxima popularidad en 1974 con el oratorio La Pasión de Martin Luther King (The Passion of Martin Luther King).
Además, tuvo gran actividad como pianista y director de orquesta, dejando a su muerte decenas de grabaciones, con un amplio repertorio que incluye desde música barroca hasta contemporánea.
En 1985 una enfermedad degenerativa puso un final prematuro a su carrera musical. Falleció en 1994, a los 66 años de edad.